# Saison 2010 de l'équipe cycliste Astana
La saison 2010 de l'équipe cycliste Astana est la quatrième de l'équipe. Elle débute en janvier lors du Tour Down Under. En tant qu'équipe ProTour, elle participe au calendrier de l'UCI ProTour. L'équipe termine à la 8e place du classement mondial UCI.
Cette saison 2010 marque une importante transition pour l'équipe, avec notamment le départ du manager Johan Bruyneel remplacé par Yvon Sanquer. L'équipe voit de nombreux coureurs notables partir comme Lance Armstrong, Levi Leipheimer et Andreas Klöden. Parmi les leaders de l'équipe 2009 seul le double vainqueur du Tour de France Alberto Contador reste au sein de la formation kazakhe. La plupart des coureurs qui quittent l'équipe rejoignent la formation RadioShack, la nouvelle équipe d'Armstrong en 2010. Contador et Alexandre Vinokourov, qui revient de suspension sont donc les leaders de l'équipe en 2010.

## Préparation de la saison 2010

### Arrivées et départs
| Arrivées                | Équipe 2009       |
| ----------------------- | ----------------- |
| Allan Davis             | Quick Step        |
| Scott Davis             | Fly V Australia   |
| David de la Fuente      | Fuji-Servetto     |
| Dmitriy Fofonov         |                   |
| Enrico Gasparotto       | Lampre-NGC        |
| Maxim Gourov            | CarmioOro-A Style |
| Andriy Grivko           | ISD-Neri          |
| Valentin Iglinskiy      |                   |
| Josep Jufré             | Fuji-Servetto     |
| Yevgeniy Nepomnyachshiy |                   |
| Óscar Pereiro           | Caisse d'Épargne  |
| Mirko Selvaggi          |                   |
| Gorazd Štangelj         | Liquigas          |
| Paolo Tiralongo         | Lampre-NGC        |

| Départs            | Équipe 2010 |
| ------------------ | ----------- |
| Lance Armstrong    | RadioShack  |
| Janez Brajkovič    | RadioShack  |
| Christopher Horner | RadioShack  |
| Andreas Klöden     | RadioShack  |
| Berik Kupeshov     |             |
| Levi Leipheimer    | RadioShack  |
| Steve Morabito     | BMC Racing  |
| Dmitriy Muravyev   | RadioShack  |
| Sérgio Paulinho    | RadioShack  |
| Yaroslav Popovych  | RadioShack  |
| Grégory Rast       | RadioShack  |
| José Luis Rubiera  | RadioShack  |
| Michael Schär      | BMC Racing  |
| Tomas Vaitkus      | RadioShack  |
| Haimar Zubeldia    | RadioShack  |

## Déroulement de la saison
Ayant une licence d'équipe ProTour, l'équipe cycliste kazakhe peur participer aux courses du calendrier mondial UCI 2010, en plus des épreuves des circuits continentaux.
L'équipe Astana termine la saison avec onze victoires lors des courses du calendrier mondial. Les deux principaux succès de l'équipe sont le classement général du Tour de France remporté par Alberto Contador et Liège-Bastogne-Liège gagné par Alexandre Vinokourov.
L'équipe a également remporté sept succès dans le circuit UCI Europe Tour 2010, dont le Tour de Castille-et-León et le Tour de l'Algarve où Contador s'est imposé  et le Tour du Trentin gagné par Vinokourov.
Maxim Gourov et Gorazd Štangelj remportent quant à eux leurs championnats nationaux respectifs (au Kazakhstan et en Slovénie), tandis que l'Australien Allan Davis s'adjuge avec l'équipe australienne la course en ligne aux Jeux du Commonwealth.
L'équipe Astana termine la saison avec un total de vingt victoires, dont neuf pour le seul Contador. Ce dernier termine deuxième et meilleur coureur au classement UCI, alors que l'équipe termine troisième du classement par équipes.
La fin de saison est marquée par la suspension à titre provisoire par l'UCI de Contador, en raison d'un « résultat d’analyse anormal dans un échantillon d’urine prélevé lors de la deuxième journée de repos du Tour de France 2010 ». Cette analyse a révélé la présence de clenbuterol. La faible concentration de ce produit conduit l'UCI à mener « des investigations scientifiques complémentaires, en collaboration avec l'Agence mondiale antidopage. Alberto Contador affirme avoir été victime d'une contamination alimentaire,.

## Coureurs et encadrement technique

### Effectif
| Cycliste                 | Date de naissance | Nationalité | Équipe 2009       |
| ------------------------ | ----------------- | ----------- | ----------------- |
| Assan Bazayev            | 22 février 1981   | Kazakhstan  | Astana            |
| Alberto Contador         | 6 décembre 1982   | Espagne     | Astana            |
| Allan Davis              | 27 juillet 1980   | Australie   | Quick Step        |
| Scott Davis              | 22 avril 1979     | Australie   | Fly V Australia   |
| David de la Fuente       | 4 mai 1981        | Espagne     | Fuji-Servetto     |
| Valeriy Dmitriyev        | 10 octobre 1984   | Kazakhstan  | Astana            |
| Alexsandr Dyachenko      | 17 octobre 1983   | Kazakhstan  | Astana            |
| Dmitriy Fofonov          | 15 août 1976      | Kazakhstan  |                   |
| Enrico Gasparotto        | 22 mars 1982      | Italie      | Lampre-NGC        |
| Maxim Gourov             | 30 janvier 1979   | Kazakhstan  | CarmioOro-A Style |
| Andriy Grivko            | 7 août 1983       | Ukraine     | ISD-Neri          |
| Jesús Hernández Blázquez | 28 septembre 1981 | Espagne     | Astana            |
| Maxim Iglinskiy          | 18 avril 1981     | Kazakhstan  | Astana            |
| Valentin Iglinskiy       | 12 mai 1984       | Kazakhstan  |                   |
| Josep Jufré              | 5 août 1975       | Espagne     | Fuji-Servetto     |
| Roman Kireyev            | 14 février 1987   | Kazakhstan  | Astana            |
| Daniel Navarro           | 18 juillet 1983   | Espagne     | Astana            |
| Yevgeniy Nepomnyachshiy  | 12 mars 1987      | Kazakhstan  |                   |
| Benjamín Noval           | 23 janvier 1979   | Espagne     | Astana            |
| Óscar Pereiro            | 3 août 1977       | Espagne     | Caisse d'Épargne  |
| Bolat Raimbekov          | 25 décembre 1986  | Kazakhstan  | Astana            |
| Sergey Renev             | 3 février 1985    | Kazakhstan  | Astana            |
| Mirko Selvaggi           | 11 février 1985   | Italie      |                   |
| Gorazd Štangelj          | 27 janvier 1973   | Slovénie    | Liquigas          |
| Paolo Tiralongo          | 5 juillet 1977    | Italie      | Lampre-NGC        |
| Alexandre Vinokourov     | 16 septembre 1973 | Kazakhstan  | Astana            |
| Andrey Zeits             | 14 décembre 1986  | Kazakhstan  | Astana            |

## Bilan de la saison

### Victoires
| Date       | Course                                         | Pays       | Classe | Vainqueur            |
| ---------- | ---------------------------------------------- | ---------- | ------ | -------------------- |
| 19/02/2010 | 3e étape du Tour de l'Algarve                  | Portugal   | 2.1    | Alberto Contador     |
| 21/02/2010 | Classement général du Tour de l'Algarve        | Portugal   | 2.1    | Alberto Contador     |
| 06/03/2010 | Monte Paschi Strade Bianche                    | Italie     | 1.1    | Maxim Iglinskiy      |
| 11/03/2010 | 4e étape de Paris-Nice                         | France     | HIS    | Alberto Contador     |
| 14/03/2010 | Classement général de Paris-Nice               | France     | HIS    | Alberto Contador     |
| 14/03/2010 | 5e étape de Tirreno-Adriatico                  | Italie     | HIS    | Enrico Gasparotto    |
| 17/04/2010 | 4e étape du Tour de Castille-et-León           | Espagne    | 2.1    | Alberto Contador     |
| 18/04/2010 | Classement général du Tour de Castille-et-León | Espagne    | 2.1    | Alberto Contador     |
| 20/04/2010 | 1re étape du Tour du Trentin                   | Italie     | 2.1    | Alexandre Vinokourov |
| 23/04/2010 | Classement général du Tour du Trentin          | Italie     | 2.1    | Alexandre Vinokourov |
| 25/04/2010 | Liège-Bastogne-Liège                           | Belgique   | HIS    | Alexandre Vinokourov |
| 06/06/2010 | Prologue du Critérium du Dauphiné              | France     | PT     | Alberto Contador     |
| 11/06/2010 | 5e étape du Critérium du Dauphiné              | France     | PT     | Daniel Navarro       |
| 12/06/2010 | 6e étape du Critérium du Dauphiné              | France     | PT     | Alberto Contador     |
| 27/06/2010 | Championnat de Slovénie sur route              | Slovénie   | CN     | Gorazd Štangelj      |
| 27/06/2010 | Championnat du Kazakhstan sur route            | Kazakhstan | CN     | Maxim Gourov         |
| 17/07/2010 | 13e étape du Tour de France                    | France     | HIS    | Alexandre Vinokourov |
| 12/10/2010 | 2e étape du Tour de Hainan                     | Chine      | 2.HC   | Valentin Iglinskiy   |
| 19/10/2010 | Classement général du Tour de Hainan           | Chine      | 2.HC   | Valentin Iglinskiy   |

### Victoire d'Alberto Contador retirée par le Tribunal arbitral du sport
| Date       | Course                               | Pays   | Classe | Vainqueur        |
| ---------- | ------------------------------------ | ------ | ------ | ---------------- |
| 25/07/2010 | Classement général du Tour de France | France | HIS    | Alberto Contador |

### Résultats sur les courses majeures
Les tableaux suivants représentent les résultats de l'équipe dans les principales courses du calendrier international dans lesquelles l'équipe bénéficie d'une invitation (quatre des cinq classiques majeures et les trois grands tours). Pour chaque épreuve est indiqué le meilleur coureur de l'équipe, son classement ainsi que les accessits glanés par Astana sur les courses de trois semaines.

#### Classiques
| Classique            | Milan-San Remo       | Tour des Flandres    | Paris-Roubaix | Liège-Bastogne-Liège       | Tour de Lombardie   |
| -------------------- | -------------------- | -------------------- | ------------- | -------------------------- | ------------------- |
| Coureur (classement) | Maxim Iglinskiy (8e) | Maxim Iglinskiy (8e) | Non invitée   | Alexandre Vinokourov (1er) | Assan Bazayev (30e) |

#### Grands tours
| Grand tour           | Tour d'Italie             | Tour de France                            | Tour d'Espagne    |
| -------------------- | ------------------------- | ----------------------------------------- | ----------------- |
| Coureur (classement) | Alexandre Vinokourov (6e) | Alexandre Vinokourov (15e)                | Josep Jufré (24e) |
| Accessits            | -                         | 1 victoire d'étape (Alexandre Vinokourov) | -                 |

### Classement UCI
L'équipe Astana termine à la huitième place du Calendrier mondial avec 768 points. Ce total est obtenu par l'addition des points des cinq meilleurs coureurs de l'équipe au classement individuel que sont Alexandre Vinokourov, 11e avec 287 points, Alberto Contador, 13 avec 260 points, Maxim Iglinskiy, 42e avec 117 points, Enrico Gasparotto, 82e avec 56 points, et Allan Davis, 90e avec 48 points,.
| Rang | Coureur              | Points |
| ---- | -------------------- | ------ |
| 11   | Alexandre Vinokourov | 287    |
| 13   | Alberto Contador     | 260    |
| 42   | Maxim Iglinskiy      | 117    |
| 82   | Enrico Gasparotto    | 56     |
| 90   | Allan Davis          | 48     |
| 190  | Daniel Navarro       | 6      |